# Milan Němec (aktor)
Milan Němec (ur. 17 października 1974 w Igławie) – czeski aktor.

## Życiorys
Ukończył Konserwatorium w Brnie i Akademię Sztuk Scenicznych im. Leoša Janáčka. Od 2007 jest członkiem zespołu Teatru Miejskiego w Brnie.

## Filmografia
- 1997: Četnické humoresky
- 1998: Stój, bo nie trafię!
- 2009: Přešlapy
- 2009: Vyprávěj
- 2011: Okno do hřbitova